# A Sentinela do Sul

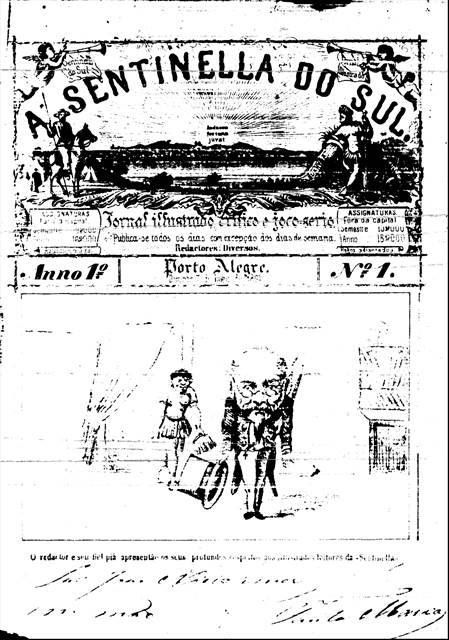
A Sentinela do Sul - Ano 1 - Nº 1

A Sentinela do Sul foi um jornal brasileiro que circulou em Porto Alegre entre 1867 e 1869. Tinha como editores e diretores Júlio Timóteo de Araújo e Manuel Felisberto Pereira da Silva.
Foi a primeira folha ilustrada e humorística do Rio Grande do Sul, e suas litografias eram feitas na Litografia Imperial por artistas como o Conde von Chanac, Inácio Weingärtner e Joaquim Samaranch. Era um jornal crítico literário com linguagem jocosa. Visava principalmente a Guerra do Paraguai e problemas com a administração pública.
Sendo pioneiro em utilização de ilustrações e charges, serviu de exemplo a outros periódicos, chamados de Imprensa caricata, onde despontaram o jornal "O Século", o álbum humorístico "A Lanterna" e o semanário "O Fígaro".